# 曹南
曹南，浙江山陰人，明朝初期政治人物、同進士出身。

## 生平
永樂十九年（1421年）辛丑科進士，授監察御史。